# Leše (gmina Tržič)
Leše – wieś w Słowenii, w gminie Tržič. W 2018 roku liczyła 210 mieszkańców.